# کراس رودز، شهرستان استون، مینه‌سوتا
کراس رودز (به انگلیسی: Cross Roads) یک منطقهٔ مسکونی در ایالات متحده آمریکا است که در شهرستان استون، میزوری واقع شده‌است.